# Nekrolog 2. Quartal 1981
Nekrolog
◄◄
| ◄
| 1977
| 1978
| 1979
| 1980
| 1981 | 1982 | 1983 | 1984 | 1985 | ► | ►►
1. Quartal |
2. Quartal |
3. Quartal |
4. Quartal 1981
Weitere Ereignisse | Allgemeiner Nekrolog 1981
Die Beschreibung der verstorbenen Person sollte so kurz wie möglich gehalten sein und nur deren signifikante Tätigkeit(en) enthalten.
Neue Namen ggf. auch unter dem Geburts- und Sterbedatum, also etwa unter 1. Januar und im Geburts- und Sterbejahr (2024) eintragen (nur bei entsprechender großer Wichtigkeit). Für Beispiele siehe die schon vorhandenen Artikel.
Außerdem über die fünf zuletzt Verstorbenen, zu denen es einen ausreichend guten Artikel für eine Präsentation auf der Hauptseite gibt, nach der todesbedingten Überarbeitung der Artikel ggf. auch unter Wikipedia Diskussion:Hauptseite informieren und sie am besten auch in den anderen Wikipedia-Sprachversionen eintragen. Tipp: Regelmäßig bei news.google.de nach „ist tot“, „gestorben“ oder „verstorben“ suchen.
Wenn eine Person gestorben ist, gibt es viele Seiten zu dieser Person in der Wikipedia, die davon auch betroffen sind und entsprechend aktualisiert werden müssen. Beispiele: Namenübersichtsseite, Geburtsjahr, Geburtsort-Seiten und viele mehr.
Wie finde ich die betroffenen Seiten?
Im Suchfeld auf der linken Seite gibt man den Suchbegriff so ein: „Vorname Nachname“. Dann klickt man auf Volltext und alle Seiten mit entsprechendem Suchtext werden aufgerufen. Hier sieht man dann schnell, wo auch das Todesjahr Sinn macht oder sogar ein Teil des Artikels angepasst werden muss. Auch hilft das „Werkzeug“ auf der linken Seite sehr gut, um solche Seiten aufzufinden: „Links auf diese Seite“. Somit ist die Wikipedia wieder aktuell in allen Bereichen! Hinweis: bei Eintragung der Kategorie „Gestorben JAHR“ wird der Missbrauchsfilter 49 ausgelöst, was jedoch nicht schlimm ist. Siehe: Spezial:Missbrauchsfilter/49
Dies ist eine Liste von im zweiten Quartal 1981 verstorbenen bekannten Persönlichkeiten. Die Einträge erfolgen innerhalb der einzelnen Daten alphabetisch sortiert. Tiere sind im Nekrolog für Tiere zu finden.

## April
| Tag       | Name                                          | Beruf, bekannt als                                                                               | Alter | Beleg |
| --------- | --------------------------------------------- | ------------------------------------------------------------------------------------------------ | ----- | ----- |
| 1. April  | Hans Ahrbeck                                  | deutscher Erziehungswissenschaftler und Hochschullehrer                                          | 90    |       |
| 1. April  | Karl Bechert                                  | deutscher Politiker (SPD), MdB und theoretischer Physiker                                        | 79    |       |
| 1. April  | Dennis Feltham Jones                          | britischer Science-Fiction-Schriftsteller                                                        | 62    |       |
| 1. April  | Richard Lillehei                              | US-amerikanischer Chirurg auf dem Gebiet der Organtransplantation                                | 53    |       |
| 1. April  | Albert Maucher                                | deutscher Geologe und Stifter des Albert Maucher-Preises                                         | 73    |       |
| 1. April  | Freda Friedman Salzman                        | US-amerikanische Physikerin und Hochschullehrerin                                                | 53    |       |
| 1. April  | Carla Stüwe                                   | deutsche Fotografin                                                                              | 89    |       |
| 2. April  | Cecelia Ager                                  | US-amerikanische Filmkritikerin und Journalistin                                                 | 79    |       |
| 2. April  | Imoru Egala                                   | ghanaischer Außenminister                                                                        |       |       |
| 3. April  | Polo Barnes                                   | US-amerikanischer Jazz-Klarinettist und Saxophonist                                              | 79    |       |
| 3. April  | Stefan Herman                                 | polnischer Geiger und Musikpädagoge                                                              | 78    |       |
| 3. April  | Leo Kanner                                    | austro-amerikanischer Kinder- und Jugendpsychiater                                               | 86    |       |
| 3. April  | Rudolf Krčil                                  | tschechoslowakischer Fußballspieler und -trainer                                                 | 74    |       |
| 3. April  | Joseph Schmidt-Görg                           | deutscher Musikwissenschaftler                                                                   | 84    |       |
| 3. April  | Juan Trippe                                   | US-amerikanischer Unternehmer, Gründer der Fluggesellschaft Pan Am                               | 81    |       |
| 3. April  | Leo Tuominen                                  | finnischer Diplomat                                                                              | 70    |       |
| 4. April  | Fred Glickman                                 | US-amerikanischer Komponist, Liedtexter und Geiger                                               | 77    |       |
| 4. April  | Alfred Jensen                                 | US-amerikanischer Maler dänischer Herkunft                                                       | 77    |       |
| 4. April  | Carl Ludwig Siegel                            | deutscher Mathematiker                                                                           | 84    |       |
| 4. April  | Wolfgang Wehowsky                             | deutscher evangelischer Theologe                                                                 | 68    |       |
| 5. April  | Ernesto Canto da Maia                         | portugiesischer Bildhauer                                                                        | 90    |       |
| 5. April  | Franziska Hamann                              | deutsche Malerin und Karikaturistin                                                              | 73    |       |
| 5. April  | Pinchus Kremegne                              | französischer Maler russisch-jüdischer Abstammung                                                | 90    |       |
| 5. April  | Georg Schödl                                  | deutscher Presse- und Kriegsfotograf                                                             | 81    |       |
| 5. April  | Johannes Zieger                               | deutscher Kommunist und Widerstandskämpfer                                                       | 70    |       |
| 06. April | Samuel Ewing                                  | US-amerikanischer Hockeyspieler                                                                  | 80    |       |
| 6. April  | Alfred Stanley Fordham                        | britischer Botschafter                                                                           | 73    |       |
| 6. April  | Alfredo Guarini                               | italienischer Filmproduzent und -regisseur                                                       | 79    |       |
| 6. April  | Bob Hite                                      | US-amerikanischer Sänger                                                                         | 36    |       |
| 6. April  | Jewgenija Rubinstein                          | russische bzw. sowjetische Klimatologin und Hochschullehrerin                                    | 90    |       |
| 6. April  | Luis Sand                                     | italienischer Rechtsanwalt und Politiker (Südtirol)                                              | 71    |       |
| 6. April  | Kurt Steinbart                                | deutscher Kunsthistoriker                                                                        | 90    |       |
| 7. April  | Lorne Carr-Harris                             | britischer Eishockeytorwart                                                                      | 81    |       |
| 7. April  | Berta Daniel                                  | deutsche Politikerin und Agentin (KPD)                                                           | 84    |       |
| 7. April  | Erna Horn                                     | deutsche Kochbuchautorin                                                                         | 76    |       |
| 7. April  | Helmut Klug                                   | deutscher Schachkomponist und -organisator                                                       | 60    |       |
| 7. April  | Hubert Lamey                                  | deutscher Offizier                                                                               | 84    |       |
| 7. April  | Herbert Scurla                                | deutscher Volkswirt und Schriftsteller                                                           | 75    |       |
| 7. April  | Norman Taurog                                 | US-amerikanischer Filmregisseur                                                                  | 82    |       |
| 8. April  | Omar N. Bradley                               | US-amerikanischer General                                                                        | 88    |       |
| 8. April  | Karl Friedrich                                | österreichischer Opernsänger (Tenor)                                                             | 76    |       |
| 8. April  | Gladys Hill                                   | US-amerikanische Drehbuchautorin und Schauspielerin                                              |       |       |
| 8. April  | Adrian Hoven                                  | österreichischer Schauspieler, Regisseur und Filmproduzent                                       | 58    |       |
| 8. April  | Virginia Kellogg                              | US-amerikanische Drehbuchautorin                                                                 | 73    |       |
| 8. April  | Margarete Lanner                              | deutsche Stummfilm- und Theater-Schauspielerin                                                   | 85    |       |
| 8. April  | Ioan Lupaș                                    | rumänischer Fußballspieler und -trainer                                                          | 66    |       |
| 8. April  | Max Niehaus                                   | deutscher Schriftsteller, Tanzforscher und Ballettpublizist                                      | 92    |       |
| 8. April  | Eric Rogers                                   | britischer Komponist, Dirigent und Arrangeur                                                     | 59    |       |
| 8. April  | Edward Russell, 2. Baron Russell of Liverpool | britischer Soldat, Anwalt und Historiker                                                         | 85    |       |
| 8. April  | Willy Sägebrecht                              | deutscher Politiker (KPD, SED)                                                                   | 77    |       |
| 8. April  | Börje Tapper                                  | schwedischer Fußballspieler                                                                      | 58    |       |
| 8. April  | Friedrich Vordemberge                         | deutscher Maler und Hochschullehrer                                                              | 83    |       |
| 9. April  | Ludwig von Andok                              | deutscher Maler des Postimpressionismus                                                          | 91    |       |
| 9. April  | Sverre Fredheim                               | US-amerikanischer Skispringer                                                                    | 73    |       |
| 9. April  | Christa Johannsen                             | deutsche Schriftstellerin                                                                        | 66    |       |
| 9. April  | Jopie Koopman                                 | niederländisches Model und erste Miss Holland                                                    | 72    |       |
| 9. April  | Gustav Mezey                                  | österreichischer Maler                                                                           | 81    |       |
| 9. April  | Karl-Heinz Saxowski                           | deutscher Politiker (SPD), MdB                                                                   | 62    |       |
| 10. April | Gerhard Grüneberg                             | deutscher Politiker (SED), MdV                                                                   | 59    |       |
| 10. April | Arthur von Kirbach                            | US-amerikanischer Tontechniker                                                                   | 83    |       |
| 10. April | George Carlyle Marler                         | kanadischer Politiker (Liberalen Partei)                                                         | 79    |       |
| 10. April | Hans Meier-Branecke                           | deutscher Jurist und NS-Kriegsrichter                                                            | 80    |       |
| 10. April | Adolf Sievers                                 | niederdeutscher Autor                                                                            | 84    |       |
| 10. April | Howard Thurman                                | US-amerikanischer Theologe und Bürgerrechtler                                                    |       |       |
| 10. April | Peter Zettelmeyer                             | deutscher Unternehmer                                                                            | 81    |       |
| 11. April | Paul Riekert                                  | deutscher Ingenieur und Hochschullehrer                                                          | 78    |       |
| 12. April | Hendrik Andriessen                            | niederländischer Komponist                                                                       | 88    |       |
| 12. April | Asaka Yasuhiko                                | japanischer General, Mitglied des japanischen Kaiserhauses                                       | 93    |       |
| 12. April | Petrus Beukers                                | niederländischer Segler                                                                          | 81    |       |
| 12. April | Günther Böhnecke                              | deutscher Ozeanograph                                                                            | 84    |       |
| 12. April | Egon Bönner                                   | deutscher Politiker (NSDAP), Staatskommissar von Hannover                                        | 79    |       |
| 12. April | Hans Chemin-Petit                             | deutscher Komponist und Dirigent                                                                 | 78    |       |
| 12. April | Matthias Domaschk                             | deutscher Bürgerrechtler (DDR) und Stasiopfer                                                    | 23    |       |
| 12. April | Hendrik Engel                                 | niederländischer Zoologe und Museumsdirektor                                                     | 83    |       |
| 12. April | Tennyson Guyer                                | US-amerikanischer Politiker                                                                      | 68    |       |
| 12. April | Andrzej Krzeptowski                           | polnischer Skisportler                                                                           | 78    |       |
| 12. April | Joe Louis                                     | US-amerikanischer Boxer                                                                          | 66    |       |
| 12. April | Jaap van Praag                                | niederländischer humanistischer Organisator                                                      | 69    |       |
| 12. April | Fernand Saivé                                 | belgischer Radrennfahrer                                                                         | 80    |       |
| 13. April | Alice Boner                                   | schweizerische Bildhauerin, Fotografin, Indologin, Kunsthistorikerin, Übersetzerin und Sammlerin | 91    |       |
| 13. April | Anton Hoch                                    | deutscher Archivar und Historiker                                                                | 66    |       |
| 13. April | Jiří Schelinger                               | tschechischer Rocksänger und Komponist                                                           | 30    |       |
| 13. April | Karl Ulmer                                    | deutscher Philosoph und Hochschullehrer                                                          | 65    |       |
| 14. April | Sergio Amidei                                 | italienischer Drehbuchautor                                                                      | 76    |       |
| 14. April | Christian Darnton                             | englischer Komponist                                                                             | 75    |       |
| 14. April | Ivan Galamian                                 | internationaler, in den USA tätiger Violinpädagoge                                               | 78    |       |
| 14. April | William Henry Vanderbilt III                  | US-amerikanischer Politiker                                                                      | 79    |       |
| 14. April | Kurt Weckmann                                 | deutscher Generalleutnant                                                                        | 85    |       |
| 15. April | Leo Assenmacher                               | deutscher Maler, Bildhauer und Zeichner                                                          | 76    |       |
| 15. April | Johannes Botterweck                           | deutscher Theologe                                                                               | 63    |       |
| 15. April | Frank Culley                                  | US-amerikanischer Rhythm and Blues.Musiker                                                       | 63    |       |
| 15. April | Lorenzo Guerrero Gutiérrez                    | nicaraguanischer Politiker, Präsident von Nicaragua (1966–1967)                                  | 80    |       |
| 15. April | Ferdinand Löber                               | deutscher Bildender Künstler und Kunsterzieher                                                   | 84    |       |
| 15. April | Charles Lyman                                 | US-amerikanischer Brigadegeneral                                                                 | 92    |       |
| 15. April | Adolph Alexander Noser                        | US-amerikanischer Geistlicher, Missionar und Bischof                                             | 80    |       |
| 15. April | Valentine Prax                                | französische Malerin                                                                             | 83    |       |
| 15. April | Alfred Schläppi                               | Schweizer Bobfahrer                                                                              | 83    |       |
| 15. April | John S. Thach                                 | US-amerikanischer Marinejagdpilot und Admiral                                                    | 75    |       |
| 16. April | Sigurd Debus                                  | deutsches mutmaßliches Mitglied der Rote Armee Fraktion                                          | 38    |       |
| 16. April | Rupert Glawitsch                              | österreichischer Opernsänger (Tenor)                                                             | 73    |       |
| 16. April | Jewgeni Nikolajewitsch Grigorjew              | sowjetischer Schauspieler                                                                        | 82    |       |
| 16. April | Friedrich Karl Kaul                           | deutscher Jurist und Schriftsteller der DDR                                                      | 75    |       |
| 16. April | Cécile Lauber                                 | Schweizer Schriftstellerin                                                                       | 93    |       |
| 16. April | Effa Manley                                   | US-amerikanische Baseballfunktionärin                                                            |       |       |
| 16. April | Leonid Georgijewitsch Melnikow                | sowjetischer Politiker der KPdSU                                                                 | 74    |       |
| 16. April | Maria Scherer                                 | deutsche Politikerin (CDU), MdL                                                                  | 78    |       |
| 16. April | Josef Wenig                                   | deutscher Politiker (SED), MdV, Mitglied des Zentralkomitees der SED                             | 84    |       |
| 17. April | Johnny Beauchamp                              | US-amerikanischer Rennfahrer                                                                     | 58    |       |
| 17. April | Bruno Cirino                                  | italienischer Schauspieler                                                                       | 44    |       |
| 17. April | Friedl Haerlin                                | deutsche Schauspielerin                                                                          | 79    |       |
| 17. April | Eva Hill                                      | neuseeländische Ärztin, Schriftstellerin und Gesundheitsaktivistin                               | 82    |       |
| 17. April | Max Hirmer                                    | deutscher Botaniker, Verleger und Fotograf                                                       | 88    |       |
| 17. April | Hanns Kilian                                  | deutscher Bobfahrer                                                                              | 75    |       |
| 18. April | Adolf Beck                                    | deutscher Germanist                                                                              | 74    |       |
| 18. April | Walter Gerosa                                 | Schweizer Politiker (LdU)                                                                        | 66    |       |
| 18. April | Hans-Georg Hoppe                              | deutscher Gebrauchsgrafiker in der DDR                                                           | 45    |       |
| 18. April | Marianne Mahlberg                             | deutsche Ruderin                                                                                 | 67    |       |
| 18. April | James H. Schmitz                              | US-amerikanischer Science-Fiction-Autor                                                          | 69    |       |
| 18. April | Franz von Sonnleithner                        | österreichisch-deutscher Vertreter des Auswärtigen Amts im Führerhauptquartier bei Adolf Hitler  | 75    |       |
| 19. April | Bertold Haag                                  | deutscher Maler                                                                                  | 69    |       |
| 19. April | Ernst Levy                                    | Schweizer Komponist, Pianist, Chorleiter, Musikpädagoge und -wissenschaftler                     | 85    |       |
| 19. April | Roberto Lucifredi                             | italienischer Rechtswissenschaftler und Politiker (DC)                                           | 71    |       |
| 20. April | Edward Vincent Dargin                         | US-amerikanischer Geistlicher, Weihbischof in New York                                           | 82    |       |
| 20. April | Aniceti Kitereza                              | tansanischer Schriftsteller                                                                      |       |       |
| 20. April | Paul Nerreter                                 | deutscher Jurist und Politiker (CSU), MdL                                                        | 76    |       |
| 20. April | Hans Söhnker                                  | deutscher Schauspieler                                                                           | 77    |       |
| 21. April | Adolf Ario                                    | österreichischer Schauspieler, Kulturmanager und Beamter                                         | 74    |       |
| 21. April | Heinrich Keilholz                             | deutscher Akustiker und Bühnentechniker                                                          | 72    |       |
| 21. April | Eddie Sauter                                  | US-amerikanischer Arrangeur, Bandleader und Trompeter                                            | 66    |       |
| 22. April | Umbro Apollonio                               | italienischer Kunstkritiker und Essayist                                                         | 70    |       |
| 22. April | Sten Hagander                                 | schwedischer Leichtathlet                                                                        | 89    |       |
| 22. April | Anton Konrath                                 | österreichischer Dirigent                                                                        | 92    |       |
| 22. April | Johann Otto Körbs                             | deutscher Politiker (KPD), MdL                                                                   | 79    |       |
| 22. April | Leo Lehner                                    | österreichischer Komponist, Chorleiter und Musikpädagoge                                         | 80    |       |
| 22. April | Franz Tank                                    | Schweizer Physiker                                                                               | 91    |       |
| 22. April | Alfons Waltzog                                | deutscher Politiker (CDU)                                                                        | 70    |       |
| 23. April | Karl Allöder                                  | deutscher Bildhauer, Maler und Geigenbauer                                                       | 83    |       |
| 23. April | Stefano Bontade                               | italienischer Mafioso                                                                            | 43    |       |
| 23. April | James Angus Gillan                            | britischer Ruderer                                                                               | 95    |       |
| 23. April | Franz Glück                                   | österreichischer Literatur- und Kunsthistoriker, Museumsleiter und Autor                         | 81    |       |
| 23. April | Bernhard Kläß                                 | deutscher Arzt und Mitglied des Bayerischen Senats                                               | 62    |       |
| 23. April | Rudolf Mitzschke                              | deutscher Fußballspieler                                                                         |       |       |
| 23. April | Josep Pla                                     | spanischer Schriftsteller katalanischer Sprache                                                  | 84    |       |
| 23. April | Sonik Rainer                                  | österreichische Bühnenschauspielerin und Synchronsprecherin                                      | 83    |       |
| 23. April | Zoltán Zelk                                   | ungarischer Schriftsteller                                                                       | 74    |       |
| 24. April | Horst Gessner                                 | deutscher Betriebsdirektor und Politiker (LDPD), MdV                                             | 60    |       |
| 24. April | Tassy Johnson                                 | australischer Radrennfahrer                                                                      | 54    |       |
| 24. April | Hans Kosmala                                  | deutscher Theologe                                                                               | 77    |       |
| 24. April | Margarita von Griechenland                    | Prinzessin von Griechenland und Dänemark                                                         | 76    |       |
| 24. April | Karl Topp                                     | deutscher Marineoffizier, zuletzt Vizeadmiral im Zweiten Weltkrieg                               | 85    |       |
| 24. April | Anton Weilmaier                               | deutscher Politiker (SPD), Bürgermeister und MdL Bayern                                          | 61    |       |
| 25. April | Paul Bontemps                                 | französischer Leichtathlet                                                                       | 78    |       |
| 25. April | Otto Groß                                     | deutscher Politiker (FDP), MdL                                                                   | 80    |       |
| 25. April | Percy Joske                                   | australischer Jurist und Politiker                                                               | 85    |       |
| 25. April | Charles R. MacIver                            | britischer Segler                                                                                | 90    |       |
| 25. April | Edmar Sommerreisser                           | deutscher römisch-katholischer Ordensmann, Missionar und Märtyrer                                | 68    |       |
| 26. April | Helen Colijn                                  | niederländische Publizistin                                                                      | 60    |       |
| 26. April | Jim Davis                                     | US-amerikanischer Schauspieler                                                                   | 71    |       |
| 26. April | Madge Evans                                   | US-amerikanische Schauspielerin                                                                  | 71    |       |
| 26. April | Robert Garioch                                | schottischer Dichter                                                                             | 71    |       |
| 26. April | Jirmejahu Oskar Neumann                       | tschechoslowakisch-israelischer jüdischer Journalist und Schriftsteller deutscher Sprache        | 86    |       |
| 26. April | Grunja Jefimowna Sucharewa                    | russische Psychiaterin                                                                           | 89    |       |
| 27. April | Mehmet Seyfettin Özege                        | türkischer Büchersammler und Bibliograph                                                         | 80    |       |
| 28. April | Cliff Battles                                 | US-amerikanischer American-Football-Spieler und -Trainer                                         | 70    |       |
| 28. April | Tex Harding                                   | US-amerikanischer Schauspieler                                                                   | 63    |       |
| 28. April | Erich Maurer                                  | deutscher Gartenbau- und Obstbauwissenschaftler                                                  | 96    |       |
| 28. April | Hans Robinsohn                                | deutscher Widerstandskämpfer gegen den Nationalsozialismus                                       | 84    |       |
| 28. April | Martha Schmidtmann                            | deutsche Medizinerin                                                                             | 88    |       |
| 28. April | Oskar Schwarz                                 | deutscher Politiker (SPD)                                                                        | 94    |       |
| 28. April | Mickey Walker                                 | US-amerikanischer Boxer                                                                          | 79    |       |
| 29. April | Cat Anderson                                  | US-amerikanischer Jazztrompeter                                                                  | 64    |       |
| 29. April | Johannes Dachsberger                          | deutscher katholischer Geistlicher, Generalvikar in Passau                                       | 82    |       |
| 29. April | Richard Goodbody                              | britischer General                                                                               | 78    |       |
| 29. April | Kurt Oppler                                   | deutscher Diplomat                                                                               | 78    |       |
| 29. April | Felix Pollaczek                               | österreichisch-französischer Mathematiker und Ingenieur                                          | 88    |       |
| 29. April | Werner Schmid                                 | Schweizer freiwirtschaftlicher Politiker (LdU, LSP)                                              | 82    |       |
| 29. April | Jean Trévoux                                  | französischer Automobilrennfahrer                                                                | 76    |       |
| 29. April | Josef Wurm                                    | österreichischer Eishockeytorwart                                                                |       |       |
| 30. April | Paco Bienzobas                                | spanischer Fußballspieler                                                                        | 72    |       |
| 30. April | François Bordes                               | französischer Archäologe und Spezialist für das Paläolithikum                                    | 61    |       |
| 30. April | Werner Catel                                  | deutscher Kinderarzt, an der Kinder-„Euthanasie“ in der Zeit des Nationalsozialismus beteiligt   | 86    |       |
| 30. April | Jan Filip                                     | tschechoslowakischer Archäologe                                                                  | 80    |       |
| 30. April | Carl Gripenstedt                              | schwedischer Fechter                                                                             | 88    |       |
| 30. April | Peter Huchel                                  | deutscher Lyriker                                                                                | 78    |       |
| 30. April | Christian Külbs                               | deutscher Politiker (FDP), MdL                                                                   | 66    |       |
| 30. April | Gerhard Schmidt                               | deutscher Biochemiker                                                                            | 79    |       |
| 30. April | Frank Socolow                                 | US-amerikanischer Jazz-Tenor- und Altsaxophonist des Swing und Modern Jazz                       | 57    |       |
| 30. April | Géraud Venzac                                 | französischer Priester, Mönch, Romanist, Literaturwissenschaftler und Lexikograf                 | 79    |       |
| 30. April | Ewald Wenck                                   | deutscher Schauspieler, Kabarettist und Radio-Moderator                                          | 89    |       |
| 30. April | Karl Zimmermann                               | deutscher Politiker (FDP)                                                                        | 87    |       |
| April     | Norbert Skalden                               | deutscher Schauspieler                                                                           | 44    |       |
| April     | Anneliese Würtz                               | deutsche Schauspielerin und Synchronsprecherin                                                   | 80    |       |

## Mai
| Tag     | Name                                        | Beruf, bekannt als                                                                                         | Alter | Beleg |
| ------- | ------------------------------------------- | --- | ----- | ----- |
| 1. Mai  | Edmond Romulus Amateis                      | US-amerikanischer Bildhauer und Lehrer                                                                     | 84    |       |
| 1. Mai  | Eugène Auwerkeren                           | belgischer Turner                                                                                          | 95    |       |
| 1. Mai  | Gosho Heinosuke                             | japanischer Filmregisseur                                                                                  | 79    |       |
| 1. Mai  | Tex Hamer                                   | US-amerikanischer American-Football-Spieler                                                                | 79    |       |
| 1. Mai  | Hans-Windekilde Jannasch                    | deutscher Pädagoge sowie Schriftsteller                                                                    | 98    |       |
| 1. Mai  | Barry Jones                                 | britischer Schauspieler                                                                                    | 88    |       |
| 1. Mai  | Heinz Nittel                                | österreichischer Politiker (SPÖ), Landtagsabgeordneter, Abgeordneter zum Nationalrat                       | 50    |       |
| 1. Mai  | Marlin Skiles                               | US-amerikanischer Filmkomponist                                                                            | 74    |       |
| 1. Mai  | Vern Sneider                                | US-amerikanischer Schriftsteller                                                                           | 64    |       |
| 1. Mai  | Robert Stauch                               | deutscher Politiker (CDU), MdB                                                                             | 82    |       |
| 2. Mai  | Olle Bærtling                               | schwedischer Maler und Bildhauer                                                                           | 69    |       |
| 2. Mai  | Ludwig Bieler                               | österreichisch-irischer Philologe                                                                          | 74    |       |
| 2. Mai  | Hellmut Bredereck                           | deutscher Chemiker                                                                                         | 76    |       |
| 2. Mai  | William Dennison                            | kanadischer Politiker, Bürgermeister von Toronto                                                           | 76    |       |
| 2. Mai  | Dieter Hülsmanns                            | deutscher Verleger und Schriftsteller                                                                      | 40    |       |
| 2. Mai  | Paul-Ernest Joset                           | belgischer „Ehrengebietsverwalter“ von Belgisch-Kongo und Ruanda-Urundi                                    | 72    |       |
| 2. Mai  | René Kalisky                                | belgischer Schriftsteller                                                                                  | 44    |       |
| 2. Mai  | Dieter Kerner                               | deutscher Arzt, Medizinhistoriker und Musikhistoriker                                                      | 58    |       |
| 2. Mai  | Heinrich Kühn                               | deutscher Politiker (SPD), MdA                                                                             | 86    |       |
| 2. Mai  | Bruno Marquardt                             | deutscher Maler                                                                                            | 76    |       |
| 2. Mai  | Vincent Tewson                              | britischer Gewerkschafter                                                                                  | 83    |       |
| 2. Mai  | David Wechsler                              | US-amerikanischer Psychologe                                                                               | 85    |       |
| 3. Mai  | James Carr                                  | britischer Produzent von Kurzfilmen                                                                        |       |       |
| 3. Mai  | Jean Cipollina                              | italienischer Ruderer                                                                                      | 77    |       |
| 3. Mai  | Naum Isaakowitsch Eitingon                  | sowjetischer Geheimdienstoffizier                                                                          | 81    |       |
| 3. Mai  | Wilhelmine Lübke                            | deutsche Politikerin, Vorsitzende des Müttergenesungswerks                                                 | 95    |       |
| 3. Mai  | Nargis                                      | indische Filmschauspielerin                                                                                | 51    |       |
| 4. Mai  | Anne Banaschewski                           | deutsche Reformpädagogin und Kunsthistorikerin                                                             | 79    |       |
| 4. Mai  | Erich Chemnitz                              | deutsch-Schweizer Fußballschiedsrichter, -funktionär und Sportjournalist                                   | 90    |       |
| 4. Mai  | Paul Green                                  | US-amerikanischer Bühnenautor und Drehbuchautor                                                            | 87    |       |
| 4. Mai  | Ernst Kemmeter                              | deutscher Gymnasiallehrer, Germanist und Regionalhistoriker                                                | 82    |       |
| 4. Mai  | Anja Killmer-Korn                           | deutsche Widerstandskämpferin                                                                              | 83    |       |
| 4. Mai  | Georg Klusemann                             | deutscher Maler und Kinderbuchautor                                                                        | 38    |       |
| 4. Mai  | Viktor Trill                                | böhmisch-deutscher SS-Oberscharführer                                                                      | 75    |       |
| 4. Mai  | Hans Weber                                  | deutscher Klassischer Archäologe                                                                           | 67    |       |
| 5. Mai  | Odarka Bandriwska                           | ukrainische Sängerin und Pianistin                                                                         | 79    |       |
| 5. Mai  | Louis De Ridder                             | belgischer Eishockeyspieler, Bobfahrer und Eisschnellläufer                                                | 78    |       |
| 5. Mai  | Philip Giaccone                             | US-amerikanischer Mobster                                                                                  | 48    |       |
| 5. Mai  | Razzoq Hamroyev                             | usbekisch-sowjetischer Schauspieler, Theaterregisseur und Pädagoge                                         | 71    |       |
| 5. Mai  | Alphonse Indelicato                         | italo-amerikanischer Mobster                                                                               | 50    |       |
| 5. Mai  | Bobby Sands                                 | nordirisches IRA-Mitglied, Hungerstreikender und Abgeordneter im britischen Unterhaus (House of Commons)   | 27    |       |
| 5. Mai  | Wilhelm Stauder                             | deutscher Musikwissenschaftler                                                                             | 78    |       |
| 5. Mai  | Dominick Trinchera                          | US-amerikanischer Mobster                                                                                  | 44    |       |
| 5. Mai  | Erik Winnberg                               | schwedischer Skilangläufer                                                                                 | 85    |       |
| 5. Mai  | Melvin Zais                                 | US-amerikanischer General                                                                                  | 64    |       |
| 6. Mai  | Bahadır Alkım                               | türkischer Vorderasiatischer Archäologe                                                                    | 66    |       |
| 6. Mai  | Zarli Carigiet                              | Schweizer Kabarettist und Schauspieler                                                                     | 73    |       |
| 6. Mai  | Auguste Cornu                               | französischer Historiker                                                                                   | 92    |       |
| 6. Mai  | Frank Fitzsimmons                           | US-amerikanischer Gewerkschaftsführer                                                                      | 73    |       |
| 6. Mai  | Edward Laning                               | US-amerikanischer Maler und Wandmaler                                                                      | 75    |       |
| 6. Mai  | Hermann Papst                               | deutscher Elektrotechniker                                                                                 | 78    |       |
| 6. Mai  | Friedrich Schneider                         | deutscher Jurist und Wissenschaftsmanager                                                                  | 67    |       |
| 6. Mai  | Fritz Seipelt                               | österreichischer Fußballschiedsrichter                                                                     | 66    |       |
| 7. Mai  | Gerhard Boldt                               | deutscher Rittmeister der Reserve                                                                          | 63    |       |
| 7. Mai  | Manlio Francia                              | argentinischer Geiger und Tangokomponist                                                                   | 78    |       |
| 7. Mai  | Clarence Hickman                            | US-amerikanischer Physiker                                                                                 | 91    |       |
| 7. Mai  | Karl Wilhelm Kalkoff                        | deutscher Dermatologe und Hochschullehrer                                                                  | 72    |       |
| 7. Mai  | Rainer Rühle                                | deutscher Fußballspieler                                                                                   | 24    |       |
| 7. Mai  | Louis Schanker                              | US-amerikanischer abstrakter Künstler                                                                      | 77    |       |
| 7. Mai  | Josef Steinberg                             | deutscher katholischer Priester, Studentenseelsorger und Akademiedirektor                                  | 76    |       |
| 7. Mai  | Oskar Vivell                                | deutscher Arzt                                                                                             | 63    |       |
| 8. Mai  | Uri Zvi Greenberg                           | israelischer Autor und Politiker                                                                           | 84    |       |
| 8. Mai  | Grethe Jürgens                              | deutsche Malerin                                                                                           | 82    |       |
| 8. Mai  | August Karsten                              | deutscher Politiker (SPD), MdR                                                                             | 92    |       |
| 8. Mai  | Mieczyslaw Kolinski                         | polnischer Musikethnologe, Musiktheoretiker, Komponist, Pianist und Pädagoge                               | 79    |       |
| 8. Mai  | Emil Kübler                                 | deutscher Kirchenmusiker und Komponist                                                                     | 72    |       |
| 8. Mai  | Wolfgang Kunkel                             | deutscher Jurist und Rechtshistoriker                                                                      | 78    |       |
| 8. Mai  | Jules Martel                                | kanadischer Chorleiter, Musikwissenschaftler, -pädagoge und -historiker                                    | 76    |       |
| 8. Mai  | Hans Pluquet                                | deutscher Maler und Zeichner                                                                               | 77    |       |
| 8. Mai  | Rolf Schroers                               | deutscher Schriftsteller                                                                                   | 61    |       |
| 8. Mai  | W. W. Shols                                 | deutscher Autor                                                                                            | 55    |       |
| 9. Mai  | Nelson Algren                               | US-amerikanischer Schriftsteller                                                                           | 72    |       |
| 9. Mai  | Bonifatius Becker                           | deutscher Benediktinerabt                                                                                  | 82    |       |
| 9. Mai  | Franz Bezucha                               | österreichischer Politiker (SPÖ), Landtagsabgeordneter, Mitglied des Bundesrates                           | 76    |       |
| 9. Mai  | Jacques Blanchet                            | kanadischer Singer-Songwriter                                                                              | 42    |       |
| 9. Mai  | Vivian Gibson                               | britische Schauspielerin                                                                                   | 82    |       |
| 9. Mai  | Margaret Lindsay                            | US-amerikanische Schauspielerin                                                                            | 70    |       |
| 9. Mai  | Tibor Ribényi                               | ungarischer Sprinter                                                                                       | 67    |       |
| 9. Mai  | Fritz Umgelter                              | deutscher Regisseur, Schauspieler und Bühnenbildner                                                        | 58    |       |
| 10. Mai | Werner Fromm                                | deutscher SS-Oberführer sowie SS- und Polizeiführer                                                        | 76    |       |
| 10. Mai | Sigurd Greven                               | deutscher Verleger                                                                                         | 72    |       |
| 10. Mai | Hans Scheuerlein                            | deutscher Maschinenschlosser, Gewerkschafter und Politiker (SPD)                                           | 61    |       |
| 11. Mai | Otto Dingeldein                             | deutscher Marineoffizier, zuletzt Flottillenadmiral der Bundesmarine                                       | 66    |       |
| 11. Mai | Odd Hassel                                  | norwegischer Chemiker und Nobelpreisträger für Chemie                                                      | 83    |       |
| 11. Mai | Salvatore Inzerillo                         | sizilianischer Mafioso                                                                                     |       |       |
| 11. Mai | Heinz-Herbert Karry                         | deutscher Politiker (FDP), MdL, hessischer Wirtschaftsminister und stellvertretender Ministerpräsident     | 61    |       |
| 11. Mai | Hansjörg Kohlbecher                         | deutscher Unternehmer und Politiker                                                                        | 86    |       |
| 11. Mai | Bob Marley                                  | jamaikanischer Reggae-Musiker                                                                              | 36    |       |
| 11. Mai | Bernhard Strasser                           | deutscher Benediktinermönch und Publizist                                                                  | 86    |       |
| 12. Mai | Lata von Brandis                            | tschechische Rennreiterin                                                                                  | 85    |       |
| 12. Mai | HAP Grieshaber                              | deutscher Maler, Grafiker und Holzschneider                                                                | 72    |       |
| 12. Mai | Francis Hughes                              | nordirischer Widerstandskämpfer und Hungerstreikender                                                      | 25    |       |
| 12. Mai | Ludvík Kundera                              | tschechischer Musikwissenschaftler und Pianist                                                             | 89    |       |
| 12. Mai | Robert Mark                                 | österreichisch-deutscher Internist                                                                         | 82    |       |
| 12. Mai | Benjamin Henry Sheares                      | zweiter Präsident von Singapur                                                                             | 73    |       |
| 12. Mai | K. Venkataraman                             | indischer Chemiker                                                                                         | 79    |       |
| 13. Mai | Nathan Abshire                              | US-amerikanischer Akkordeonspieler                                                                         | 67    |       |
| 13. Mai | Mahamane Dan Dobi                           | nigrischer Politiker und Dramatiker                                                                        |       |       |
| 13. Mai | Gustaf Dyrssen                              | schwedischer Sportler, Moderner Fünfkämpfer und Fechter                                                    | 89    |       |
| 13. Mai | Joseph-Ernst Fugger von Glött               | deutscher Politiker (CSU), MdL, MdB                                                                        | 85    |       |
| 13. Mai | Snežana Hrepevnik                           | jugoslawische Leichtathletin                                                                               | 32    |       |
| 13. Mai | Eliza Jane Pratt                            | US-amerikanische Politikerin                                                                               | 79    |       |
| 13. Mai | Joan Weber                                  | US-amerikanische Popsängerin                                                                               | 45    |       |
| 13. Mai | Justin Wittig                               | römisch-katholischer Geistlicher und Generalvikar des Bistums Würzburg                                     | 74    |       |
| 14. Mai | Karl-Axel Kullerstrand                      | schwedischer Hochspringer                                                                                  | 89    |       |
| 14. Mai | Juan Posadas                                | argentinischer Politiker und Ufologe                                                                       |       |       |
| 14. Mai | Jean Royère                                 | französischer Möbeldesigner und Innendekorateur                                                            | 78    |       |
| 14. Mai | Gustaaf Sorel                               | flämischer Maler und Zeichner                                                                              | 76    |       |
| 15. Mai | Charles Beuchat                             | Schweizer Schriftsteller und Literaturkritiker                                                             | 80    |       |
| 15. Mai | Taras Borowez                               | ukrainischer Widerstandskämpfer im Zweiten Weltkrieg                                                       | 73    |       |
| 15. Mai | Arthur von Briesen                          | deutscher Generalmajor im Zweiten Weltkrieg                                                                | 89    |       |
| 15. Mai | Margery Corbett Ashby                       | britische Frauenrechtlerin und Politikerin                                                                 | 99    |       |
| 15. Mai | Roger Crovetto                              | französischer Rallye- und Rundstreckenrennfahrer                                                           | 62    |       |
| 15. Mai | Walther Ludwig                              | deutscher Opern- und Konzertsänger (Tenor)                                                                 | 79    |       |
| 15. Mai | Stanisław Podgórski                         | polnischer Radrennfahrer                                                                                   | 76    |       |
| 15. Mai | Josef Silný                                 | tschechischer Fußballspieler                                                                               | 79    |       |
| 16. Mai | Willy Hartner                               | deutscher Naturwissenschaftler                                                                             | 76    |       |
| 16. Mai | Ernesto Peternolli                          | italienischer Romanist und Italianist, der vor allem in den Niederlanden wirkte                            | 76    |       |
| 16. Mai | Hans-Jürgen Starrost                        | deutsches Todesopfer der Berliner Mauer                                                                    | 25    |       |
| 16. Mai | Walther von Zatorski                        | deutscher Kapitän                                                                                          | 86    |       |
| 17. Mai | Marguerite Frey-Surbek                      | Schweizer Kunstmalerin                                                                                     | 95    |       |
| 17. Mai | Hugo Friedhofer                             | US-amerikanischer Komponist, Dirigent und Pianist                                                          | 80    |       |
| 17. Mai | William Keith Chambers Guthrie              | schottischer Altphilologe                                                                                  | 74    |       |
| 17. Mai | Bernhard Kalk                               | deutscher Politiker (SPD), MdL                                                                             | 79    |       |
| 17. Mai | Maurice Nussbaumer                          | französischer Automobilrennfahrer                                                                          | 46    |       |
| 17. Mai | Alfred Pönisch                              | deutscher Verwaltungsjurist und Landrat                                                                    | 79    |       |
| 17. Mai | Clara Porset                                | kubanische Möbeldesignerin und Innenarchitektin                                                            | 85    |       |
| 17. Mai | George Richard Potter                       | britischer Historiker                                                                                      | 80    |       |
| 17. Mai | Peter Wackernagel                           | deutscher Musikwissenschaftler und -bibliothekar                                                           | 83    |       |
| 17. Mai | Keith Woodall                               | kanadischer Eishockeytorwart                                                                               | 54    |       |
| 18. Mai | Eleonore Baur                               | deutsche SS-Oberführerin im Konzentrationslager Dachau                                                     | 95    |       |
| 18. Mai | Josef Benzing                               | deutscher Bibliothekar, Luther-Bibliograph und Erforscher des Buchdrucks                                   | 77    |       |
| 18. Mai | Erik Carlsson                               | schwedischer Gewichtheber                                                                                  | 87    |       |
| 18. Mai | Erich Correns                               | deutscher Chemiker und Politiker, MdV                                                                      | 85    |       |
| 18. Mai | Richard Hale                                | US-amerikanischer Opernsänger (Bariton) und Schauspieler                                                   | 88    |       |
| 18. Mai | Arthur O’Connell                            | US-amerikanischer Schauspieler                                                                             | 73    |       |
| 18. Mai | James Steven Rausch                         | US-amerikanischer Geistlicher, Bischof von Phoenix                                                         | 52    |       |
| 18. Mai | William Saroyan                             | US-amerikanischer Schriftsteller                                                                           | 72    |       |
| 18. Mai | Fuat Sirmen                                 | türkischer Beamter und Politiker, Präsident der Großen Nationalversammlung der Türkei (1961–1965)          |       |       |
| 19. Mai | Erich Fiedler                               | deutscher Schauspieler und Synchronsprecher                                                                | 80    |       |
| 19. Mai | Collingwood Ingram                          | britischer Offizier, Reisender, Botaniker, Gärtner, Dendrologe und Ornithologe                             | 100   |       |
| 19. Mai | Carl Ulbricht                               | deutscher Politiker (CDU), MdV, sächsischer Finanzminister                                                 | 77    |       |
| 19. Mai | Erich Veit                                  | deutsch-österreichischer Maler und Grafiker                                                                | 85    |       |
| 20. Mai | Péter Bácsalmási                            | ungarischer Leichtathlet                                                                                   | 72    |       |
| 20. Mai | Hans Dreger                                 | deutscher Germanist, Pädagoge und Hochschullehrer                                                          | 76    |       |
| 20. Mai | Noboru Nakamura                             | japanischer Regisseur und Drehbuchautor                                                                    | 67    |       |
| 20. Mai | Ratko Parežanin                             | Gründungsmitglied der faschistischen ZBOR-Partei, Schriftsteller                                           | 83    |       |
| 20. Mai | Lauri Pihkala                               | finnischer Leichtathlet                                                                                    | 93    |       |
| 20. Mai | Fritz Richter                               | deutscher Grafiker und Maler                                                                               | 76    |       |
| 20. Mai | Günther Siegmund                            | niederdeutscher Schriftsteller, Schauspieler, Theaterregisseur und Theaterintendant                        | 54    |       |
| 20. Mai | Dositej Stojkovski                          | jugoslawischer Geistlicher, Erzbischof von Ohrid und das erste Oberhaupt der Mazedonisch-orthodoxen Kirche | 74    |       |
| 21. Mai | Oliver Alcorn                               | US-amerikanischer Jazz- und Blues-Musiker (Saxophon, Klarinette)                                           | 70    |       |
| 21. Mai | Wilhelm Dantine                             | österreichischer lutherischer Theologe                                                                     | 69    |       |
| 21. Mai | Giuseppe Ermini                             | italienischer Rechtshistoriker und Politiker, Mitglied der Camera dei deputati                             | 80    |       |
| 21. Mai | Karl Grotmann                               | deutscher Politiker (CDU), MdL Rheinland-Pfalz                                                             | 79    |       |
| 21. Mai | Raymond McCreesh                            | nordirischer Widerstandskämpfer und Hungerstreikender                                                      | 24    |       |
| 21. Mai | Patsy O’Hara                                | nordirischer Widerstandskämpfer und Hungerstreikender                                                      | 23    |       |
| 21. Mai | Leopold Stadelmann                          | österreichischer Orgelbauer                                                                                | 79    |       |
| 21. Mai | Charles Woodruff Yost                       | US-amerikanischer Diplomat                                                                                 | 73    |       |
| 22. Mai | Fred Alten                                  | deutscher Dramaturg und Übersetzer                                                                         | 68    |       |
| 22. Mai | Willy Eiselen                               | deutscher Unternehmer und Mäzen                                                                            | 85    |       |
| 22. Mai | Otto Lehner                                 | österreichischer Politiker (ÖVP), Landtagsabgeordneter, Mitglied des Bundesrates                           | 87    |       |
| 22. Mai | Reimar Riefling                             | norwegischer Pianist, Musikkritiker und Musikpädagoge                                                      | 82    |       |
| 22. Mai | Boris Sagal                                 | US-amerikanischer Regisseur                                                                                | 57    |       |
| 22. Mai | Emil van Tongel                             | österreichischer Politiker (GDVP, NSDAP, VdU, FPÖ), Abgeordneter zum Nationalrat                           | 78    |       |
| 23. Mai | Karin Hahn-Hissink                          | deutsche Ethnologin                                                                                        | 73    |       |
| 23. Mai | Adalbert Klaar                              | österreichischer Architekt, Ziviltechniker, Autor, Bauforscher, Wissenschafter und Denkmalpfleger          | 80    |       |
| 23. Mai | August Kunst                                | deutscher Politiker, MdB                                                                                   | 82    |       |
| 23. Mai | David Lewis                                 | kanadischer Politiker                                                                                      | 71    |       |
| 23. Mai | Frank Scherschel                            | US-amerikanischer Fotojournalist                                                                           | 74    |       |
| 23. Mai | Gabriël Smit                                | niederländischer Journalist und Dichter                                                                    | 71    |       |
| 24. Mai | Robert Bratschi                             | Schweizer Politiker (SP)                                                                                   | 90    |       |
| 24. Mai | Peter Brunner                               | lutherischer Pfarrer und Theologieprofessor                                                                | 81    |       |
| 24. Mai | Miguel de Capriles                          | US-amerikanischer Fechter und Fechtsportfunktionär                                                         | 74    |       |
| 24. Mai | Charles-Émile Gadbois                       | kanadischer Geistlicher, Musikverleger und Komponist                                                       | 74    |       |
| 24. Mai | George Jessel                               | US-amerikanischer Film- und Fernsehschauspieler, Produzent und Sänger                                      | 83    |       |
| 24. Mai | Herb Lubalin                                | US-amerikanischer Typograf und Grafiker                                                                    | 63    |       |
| 24. Mai | Herbert Müller                              | Schweizer Auto- und Motorradrennfahrer                                                                     | 41    |       |
| 24. Mai | Jaime Roldós                                | ecuadorianischer Rechtsanwalt und Politiker, Präsident von Ecuador                                         | 40    |       |
| 24. Mai | Jack Warner                                 | britischer Schauspieler                                                                                    | 85    |       |
| 24. Mai | Hans Wehr                                   | deutscher Arabist                                                                                          | 71    |       |
| 25. Mai | Roy Brown                                   | US-amerikanischer Blues-Musiker                                                                            | 55    |       |
| 25. Mai | Georg Malmstén                              | finnischer Sänger, Musiker, Komponist, Orchesterleiter und Schauspieler                                    | 78    |       |
| 25. Mai | Ruby Payne-Scott                            | australische Radioastronomin                                                                               | 68    |       |
| 25. Mai | Rosa Ponselle                               | US-amerikanische Opernsängerin (Sopran)                                                                    | 84    |       |
| 26. Mai | Juan Félix Martínez                         | argentinischer Fußballspieler                                                                              | 57    |       |
| 26. Mai | W. D. Rohr                                  | deutscher Science-Fiction-Schriftsteller                                                                   |       |       |
| 26. Mai | Ida zur Nieden                              | deutsche Schauspielerin und Opernsängerin (Alt)                                                            | 94    |       |
| 27. Mai | Hans Altmann                                | deutscher Jurist                                                                                           | 83    |       |
| 27. Mai | Eraldo Da Roma                              | italienischer Filmeditor                                                                                   | 81    |       |
| 27. Mai | Bruno Grüttner                              | deutscher Politiker (SPD), Mitglied der Stadtverordnetenversammlung von Groß-Berlin                        | 85    |       |
| 27. Mai | Donald L. Jackson                           | US-amerikanischer Politiker                                                                                | 71    |       |
| 27. Mai | János Pilinszky                             | ungarischer Dichter                                                                                        | 59    |       |
| 27. Mai | Heinz Sauermann                             | deutscher Wirtschaftswissenschaftler und Soziologe                                                         | 76    |       |
| 27. Mai | Arvo Tuominen                               | finnischer Politiker, Mitglied des Reichstags                                                              | 86    |       |
| 28. Mai | Frank Berryman                              | australischer Generalleutnant                                                                              | 87    |       |
| 28. Mai | Henry Blanke                                | US-amerikanischer Filmproduzent, Filmregisseur und Drehbuchautor deutscher Herkunft                        | 79    |       |
| 28. Mai | Garland Grange                              | US-amerikanischer American-Football-Spieler und -Trainer                                                   | 74    |       |
| 28. Mai | Fritz Jung                                  | deutscher Zahnarzt                                                                                         | 77    |       |
| 28. Mai | Eleonore Lipschitz                          | deutsche Politikerin (SPD), MdA                                                                            | 58    |       |
| 28. Mai | Erich Meckel                                | deutscher Politiker (SPD), MdL                                                                             | 62    |       |
| 28. Mai | John Bryan Ward-Perkins                     | britischer Klassischer Archäologe und Hochschullehrer                                                      | 69    |       |
| 28. Mai | Mary Lou Williams                           | US-amerikanische Jazzmusikerin und Arrangeurin                                                             | 71    |       |
| 28. Mai | Stefan Wyszyński                            | polnischer römisch-katholischer Geistlicher; Erzbischof von Gnesen und Warschau; Kardinal                  | 79    |       |
| 29. Mai | Benjamin Dietrich                           | deutscher Journalist                                                                                       | 70    |       |
| 29. Mai | Omar Khorshid                               | ägyptischer Rock- und Popgitarrist                                                                         |       |       |
| 29. Mai | Mette Lange-Nielsen                         | norwegische Schauspielerin                                                                                 | 52    |       |
| 29. Mai | Song Qingling                               | chinesische Politikerin                                                                                    | 88    |       |
| 29. Mai | Hana Růžičková                              | tschechoslowakische Kunstturnerin                                                                          | 40    |       |
| 29. Mai | Rudolf von Wistinghausen                    | deutscher Diplomat                                                                                         | 76    |       |
| 30. Mai | Sven Andersson                              | schwedischer Fußballnationalspieler und Fußballtrainer                                                     | 74    |       |
| 30. Mai | Don Ashby                                   | kanadischer Eishockeyspieler                                                                               | 26    |       |
| 30. Mai | Carl Linfert                                | deutscher Hörfunkjournalist                                                                                | 80    |       |
| 30. Mai | Marie Mejzlíková                            | tschechoslowakische Leichtathletin                                                                         | 78    |       |
| 30. Mai | Ziaur Rahman                                | bangladeschischer Präsident                                                                                | 45    |       |
| 31. Mai | Edwina Chamier                              | kanadische Skirennläuferin                                                                                 | 91    |       |
| 31. Mai | Felix Loeffel                               | Schweizer Lied-, Konzert- und Opernsänger (Bassbariton)                                                    | 88    |       |
| 31. Mai | Gyula Lóránt                                | ungarischer Fußballspieler und Fußballtrainer                                                              | 58    |       |
| 31. Mai | Giuseppe Pella                              | italienischer Politiker                                                                                    | 79    |       |
| 31. Mai | Karl Schmedes                               | deutscher Boxer                                                                                            | 72    |       |
| 31. Mai | Karl Schönherr                              | deutscher Bildhauer                                                                                        | 56    |       |
| 31. Mai | Barbara Ward, Baroness Jackson of Lodsworth | britische Journalistin und Ökonomin                                                                        | 67    |       |
| Mai     | Ernst Schnaitmann                           | deutscher Fußballtorhüter und -funktionär                                                                  | 66    |       |
| Mai     | Willy Renz                                  | US-amerikanischer Handballspieler                                                                          |       |       |

## Juni
| Tag      | Name                                   | Beruf, bekannt als                                                                                              | Alter | Beleg |
| -------- | -------------------------------------- | --- | ----- | ----- |
| 1. Juni  | Jan Zdeněk Bartoš                      | böhmischer Komponist                                                                                            | 72    |       |
| 1. Juni  | Werner Becker                          | katholischer Theologe                                                                                           | 77    |       |
| 1. Juni  | Johannes Fink                          | deutscher Offizier, zuletzt General der Flieger im Zweiten Weltkrieg                                            | 86    |       |
| 1. Juni  | Friedrich Hoeth                        | deutscher Psychologe und Gestalttheoretiker                                                                     | 49    |       |
| 1. Juni  | Jimmy Murphy                           | US-amerikanischer Country- und Rockabilly-Musiker, Songschreiber und Gitarrist                                  | 55    |       |
| 1. Juni  | Horst Orbanowski                       | deutscher Eishockeyspieler und -funktionär                                                                      | 72    |       |
| 1. Juni  | Karl Trinks                            | deutscher Pädagoge                                                                                              | 89    |       |
| 1. Juni  | Carl Vinson                            | US-amerikanischer Politiker                                                                                     | 97    |       |
| 1. Juni  | Franz Weiß                             | deutscher Maler                                                                                                 | 78    |       |
| 1. Juni  | Werner Witthuhn                        | deutscher Maler                                                                                                 | 54    |       |
| 2. Juni  | Rino Gaetano                           | italienischer Liedermacher                                                                                      | 30    |       |
| 2. Juni  | Lothar Green                           | deutscher Fußballschiedsrichter                                                                                 | 72    |       |
| 2. Juni  | Johannes Kleineidam                    | deutscher Theologe, Weihbischof im Bistum Berlin                                                                | 45    |       |
| 2. Juni  | Freya Monje Sturmfels                  | deutsche Theaterschauspielerin und Vortragskünstlerin                                                           |       |       |
| 2. Juni  | Richard Tomaselli                      | österreichischer Schauspieler und Wirt                                                                          | 77    |       |
| 3. Juni  | Carleton S. Coon                       | US-amerikanischer Anthropologe                                                                                  | 76    |       |
| 3. Juni  | Bruno von Freyberg                     | deutscher Geologe                                                                                               | 87    |       |
| 3. Juni  | Erich Köhler                           | deutscher Romanist                                                                                              | 57    |       |
| 3. Juni  | Jean-Marie Lafontaine                  | kanadischer römisch-katholischer Geistlicher, Weihbischof in Montréal                                           | 58    |       |
| 03. Juni | Otto Papenfuß                          | deutscher Radrennfahrer                                                                                         | 83    |       |
| 4. Juni  | Walter Girnatis                        | deutscher Komponist                                                                                             | 86    |       |
| 4. Juni  | Hans Harnys                            | deutscher SS-Führer                                                                                             | 86    |       |
| 04. Juni | Cedric Liddell                         | kanadischer Ruderer                                                                                             | 67    |       |
| 4. Juni  | Billy Starr                            | US-amerikanischer Country-Musiker                                                                               | 67    |       |
| 4. Juni  | Fritz Steuben                          | deutscher Schriftsteller                                                                                        | 82    |       |
| 5. Juni  | Miguel Contreras Torres                | mexikanischer Revolutionär, Schauspieler, Regisseur, Produzent und Drehbuchautor                                | 81    |       |
| 5. Juni  | Mischket Liebermann                    | deutsche Schauspielerin und kommunistische Kulturpolitikerin in der DDR                                         | 75    |       |
| 5. Juni  | Philo McCullough                       | US-amerikanischer Schauspieler und Filmschauspieler                                                             | 87    |       |
| 5. Juni  | Giuseppe Perniciaro                    | italo-albanischer Bischof der römisch-katholischen Kirche                                                       | 73    |       |
| 6. Juni  | Alfred Hauser                          | deutscher Kommunalpolitiker                                                                                     | 74    |       |
| 6. Juni  | Otto Henneberger                       | deutscher evangelischer Pfarrer und Kirchenrat                                                                  | 88    |       |
| 6. Juni  | Toni Trepte                            | deutscher bildender Künstler                                                                                    | 72    |       |
| 7. Juni  | Ulrich Beier                           | deutscher Bildhauer                                                                                             | 52    |       |
| 7. Juni  | Johannes Martinus Burgers              | holländischer Physiker für Fluidmechanik, Kontinuumsmechanik und Materialtheorie                                | 86    |       |
| 7. Juni  | Chester Gorman                         | US-amerikanischer Anthropologe und Archäologe                                                                   | 43    |       |
| 7. Juni  | Fritz Schreier                         | österreichischer Jurist und US-amerikanischer Ökonom                                                            | 84    |       |
| 7. Juni  | Milan Sesan                            | rumänisch-orthodoxer Theologe, Kirchenhistoriker und Hochschullehrer                                            | 71    |       |
| 7. Juni  | Kurt Sydow                             | deutscher Komponist, Musikpädagoge und Musikwissenschaftler                                                     | 73    |       |
| 7. Juni  | Ödön Téry                              | ungarischer Turner                                                                                              | 90    |       |
| 07. Juni | Joseph Wright                          | kanadischer Ruderer                                                                                             | 75    |       |
| 8. Juni  | Erwin Helmchen                         | deutscher Fußballspieler                                                                                        | 74    |       |
| 8. Juni  | Josef Keller                           | deutscher Konditor, Erfinder der Schwarzwälder Kirschtorte                                                      | 94    |       |
| 8. Juni  | Lydia Lopokova                         | russische Balletttänzerin                                                                                       | 88    |       |
| 8. Juni  | Gustav Riehl                           | österreichischer Dermatologe und Hochschullehrer                                                                | 86    |       |
| 8. Juni  | Hans Wagner                            | deutscher Fotograf                                                                                              | 72    |       |
| 9. Juni  | Kurt Bortfeldt                         | deutscher Theaterschauspieler, Schriftsteller und Drehbuchautor                                                 | 74    |       |
| 9. Juni  | Colgate Darden                         | US-amerikanischer Politiker                                                                                     | 84    |       |
| 9. Juni  | Allen Ludden                           | US-amerikanischer Moderator und Schauspieler                                                                    | 63    |       |
| 9. Juni  | Erich Obst                             | deutscher Geograph und Geopolitiker                                                                             | 94    |       |
| 9. Juni  | Karl Walther                           | deutscher Maler des Spätimpressionismus                                                                         | 75    |       |
| 10. Juni | Georg Abeler                           | deutscher Goldschmiedemeister, Uhrmacher und Gründer des Wuppertaler Uhrenmuseums                               | 74    |       |
| 10. Juni | Max Adler                              | deutsch-britischer Physiker                                                                                     | 73    |       |
| 10. Juni | Gunnar Blix                            | schwedischer Physiologe und Professor an der Universität Uppsala                                                | 86    |       |
| 10. Juni | Hans Bockkom                           | niederländischer Radrennfahrer                                                                                  | 73    |       |
| 10. Juni | Franz Fuchs                            | deutscher Politiker (SPD), hessischer Landtagspräsident                                                         | 86    |       |
| 10. Juni | Phelps Phelps                          | US-amerikanischer Politiker                                                                                     | 84    |       |
| 11. Juni | Manuel Albuquerque Gonçalves de Aguiar | portugiesischer Offizier, Kolonialverwalter und Politiker                                                       | 71    |       |
| 11. Juni | Friedrich Baumgärtel                   | deutscher evangelischer Alttestamentler                                                                         | 93    |       |
| 11. Juni | Arthur B. Modine                       | US-amerikanischer Ingenieur und Unternehmer                                                                     | 95    |       |
| 12. Juni | Anton von Aretin                       | deutscher Politiker (BP), MdL, MdB                                                                              | 62    |       |
| 12. Juni | Harri Bading                           | deutscher Politiker (SPD), MdB, MdEP                                                                            | 80    |       |
| 12. Juni | Maurice Baumont                        | französischer Historiker                                                                                        | 89    |       |
| 12. Juni | Anton Bogenstätter                     | deutscher Jurist und Politiker                                                                                  | 82    |       |
| 12. Juni | Mahmud Fauzi                           | ägyptischer Politiker und Diplomat                                                                              | 80    |       |
| 12. Juni | Karl Striebinger                       | deutscher Fußballspieler                                                                                        | 67    |       |
| 12. Juni | Humberto Tomassina                     | uruguayischer Fußballspieler                                                                                    | 82    |       |
| 12. Juni | Erwin Topf                             | deutscher Journalist                                                                                            | 82    |       |
| 16. Juni | Jean-Pierre Abeille                    | französischer Verwaltungsbeamter                                                                                | 73    |       |
| 13. Juni | Joan Benham                            | britische Schauspielerin                                                                                        | 63    |       |
| 13. Juni | Joseph de Goislard de Monsabert        | französischer General                                                                                           | 93    |       |
| 13. Juni | Joseph Jackson                         | französischer Leichtathlet                                                                                      | 76    |       |
| 13. Juni | Jean-Louis Lafosse                     | französischer Autorennfahrer                                                                                    | 40    |       |
| 13. Juni | Alexander Nikuradse                    | deutscher Physiker und Geopolitiker                                                                             | 80    |       |
| 13. Juni | Alfredo Rampi                          | italienisches Unfallopfer                                                                                       | 6     |       |
| 13. Juni | George Walsh                           | US-amerikanischer Schauspieler                                                                                  | 92    |       |
| 14. Juni | Karl Adlmannseder                      | österreichischer Keramikmaler und Ofendesigner                                                                  | 78    |       |
| 14. Juni | Werner Heidinger                       | deutscher Chemiker                                                                                              | 76    |       |
| 14. Juni | Alberto Winkler                        | italienischer Ruderer                                                                                           | 49    |       |
| 15. Juni | Ludwig Hörbst                          | österreichischer Mediziner                                                                                      | 77    |       |
| 15. Juni | Chaim Schirmann                        | jüdischer Erforscher der mittelalterlichen hebräischen Poesie                                                   | 76    |       |
| 15. Juni | Otto Emil Schumann                     | deutscher Musikwissenschaftler und Journalist                                                                   | 84    |       |
| 16. Juni | Jean-Pierre Abeille                    | französischer Verwaltungsbeamter                                                                                | 73    |       |
| 16. Juni | Edward Boatner                         | US-amerikanischer Komponist                                                                                     | 82    |       |
| 16. Juni | Jule Gregory Charney                   | US-amerikanischer Meteorologe                                                                                   | 64    |       |
| 16. Juni | Hans Coper                             | deutsch-britischer Keramiker                                                                                    | 61    |       |
| 16. Juni | Julius Ebbinghaus                      | deutscher Philosoph                                                                                             | 95    |       |
| 16. Juni | Roberto Font                           | mexikanischer Schauspieler                                                                                      | 76    |       |
| 16. Juni | Karl-Heinrich Marschalleck             | deutscher Prähistoriker                                                                                         | 77    |       |
| 16. Juni | Hermann Maschke                        | deutscher Kommunist, Spanienkämpfer, Mitarbeiter der Deutschen Volkspolizei                                     | 74    |       |
| 16. Juni | Karl Mohr                              | deutscher Verwaltungsjurist                                                                                     | 78    |       |
| 16. Juni | Thomas Playford IV                     | australischer Politiker                                                                                         | 84    |       |
| 16. Juni | Albert Sauer                           | deutscher Politiker (Zentrum, CDU), MdL, Oberbürgermeister von Ravensburg. Kultusminister des Landes Württem... | 79    |       |
| 17. Juni | Louis Forbes                           | US-amerikanischer Dirigent, Liedtexter und Komponist von Filmmusik                                              | 78    |       |
| 17. Juni | Hans Haltermann                        | deutscher Politiker, SS- und Polizeiführer                                                                      | 83    |       |
| 17. Juni | Nora Connolly O’Brien                  | irische Revolutionärin                                                                                          | 88    |       |
| 17. Juni | Richard O’Connor                       | britischer General                                                                                              | 91    |       |
| 17. Juni | Leon Richter                           | deutsch-polnisch-österreichischer Kaufmann und Rabbiner                                                         | 73    |       |
| 17. Juni | Jitzhak Zuckerman                      | jüdischer Widerstandskämpfer                                                                                    | 65    |       |
| 18. Juni | Wilhelm Brüggenwirth                   | deutscher Kommunalpolitiker                                                                                     | 81    |       |
| 18. Juni | George Katona                          | US-amerikanischer Psychologe und Ökonom österreichisch-ungarischer Herkunft                                     | 79    |       |
| 18. Juni | Helmut Noss                            | deutscher Politiker (FDP), MdL                                                                                  | 62    |       |
| 19. Juni | Eduard Bierhoff                        | deutscher Verwaltungsjurist                                                                                     | 81    |       |
| 19. Juni | Jerzy Adam Brandhuber                  | polnischer Maler und Überlebender des Konzentrationslagers Auschwitz                                            | 83    |       |
| 19. Juni | Peter Harig                            | deutscher Politiker (CDU), MdL                                                                                  | 88    |       |
| 19. Juni | Lotte Reiniger                         | deutsche Künstlerin, Scherenschneiderin, Silhouetten-Animationsfilmerin, Buchillustratorin                      | 82    |       |
| 19. Juni | Alfred Santell                         | US-amerikanischer Filmregisseur                                                                                 | 85    |       |
| 19. Juni | John Wittorf                           | deutscher Politiker (KPD), MdHB, Hauptbeteiligter der „Wittorf-Affäre“                                          | 86    |       |
| 20. Juni | Anita Blum-Paulmichl                   | deutsche Medailleurin, Zeichnerin und Malerin sowie Bildhauerin                                                 | 70    |       |
| 20. Juni | Henri Busignies                        | französischer Ingenieur und Wissenschaftler                                                                     | 75    |       |
| 20. Juni | Jewgeni Wladimirowitsch Charitonow     | russischer Schriftsteller, Theaterregisseur und Schauspieler                                                    | 35    |       |
| 20. Juni | Theodor Cerny                          | österreichischer Politiker (ÖVP), Abgeordneter zum Nationalrat                                                  | 82    |       |
| 20. Juni | Pee Wee Erwin                          | US-amerikanischer Jazz-Trompeter des Dixieland Jazz                                                             | 68    |       |
| 20. Juni | Sigurd Leeder                          | deutscher Tänzer, Choreograf und Tanzpädagoge                                                                   | 78    |       |
| 20. Juni | Samuel Negrete Woolcock                | chilenischer Komponist und Musikpädagoge                                                                        | 88    |       |
| 20. Juni | Paul Z’dun                             | deutscher Radartist                                                                                             | 77    |       |
| 21. Juni | Rudolf Bartsch                         | deutscher Schriftsteller                                                                                        | 51    |       |
| 21. Juni | Walter Breitfeld                       | deutscher SED-Funktionär, stellvertretender Polizeipräsident von Ost-Berlin, Leiter der Politabteilung der G... | 77    |       |
| 21. Juni | Peter Ehret                            | deutscher Synchronsprecher                                                                                      | 26    |       |
| 21. Juni | Johan Fabricius                        | niederländischer Schriftsteller, Illustrator, Journalist und Abenteurer                                         | 81    |       |
| 21. Juni | Alberto Suppici                        | uruguayischer Fußballspieler und -trainer                                                                       | 82    |       |
| 21. Juni | Mostafa Tschamran                      | iranischer Verteidigungsminister und Mitglied des iranischen Parlaments                                         |       |       |
| 22. Juni | Henri Bouillard                        | französischer Fundamentaltheologe und Hochschullehrer                                                           | 73    |       |
| 22. Juni | Ernst Duschön                          | deutscher Politiker (NSDAP), MdR                                                                                | 77    |       |
| 22. Juni | Walter Glaß                            | deutscher Nordischer Kombinierer                                                                                | 76    |       |
| 22. Juni | Peter Hol                              | norwegischer Turner                                                                                             | 98    |       |
| 22. Juni | Robert Howe                            | britischer Diplomat                                                                                             | 87    |       |
| 22. Juni | Hanne-Nüte Kämmerer                    | deutsche Textilkünstlerin                                                                                       | 78    |       |
| 22. Juni | Lola Lane                              | US-amerikanische Schauspielerin                                                                                 | 75    |       |
| 22. Juni | Willi Schohaus                         | Schweizer Pädagoge                                                                                              | 84    |       |
| 22. Juni | Polka Dot Slim                         | US-amerikanischer R&B- und Bluesmusiker                                                                         | 61    |       |
| 23. Juni | Willi Bleicher                         | deutscher Gewerkschafter; IG-Metall-Bezirksleiter                                                               | 73    |       |
| 23. Juni | Hans Bongers                           | deutscher Kaufmann                                                                                              | 82    |       |
| 23. Juni | Jean Brunier                           | französischer Radrennfahrer                                                                                     | 84    |       |
| 23. Juni | Karl Eulenstein                        | deutscher Maler                                                                                                 | 88    |       |
| 23. Juni | Zarah Leander                          | schwedische Schauspielerin und Sängerin                                                                         | 74    |       |
| 23. Juni | Arkansas Woodchopper                   | US-amerikanischer Old-Time-Musiker                                                                              | 75    |       |
| 24. Juni | Martha Albrand                         | deutschamerikanische Schriftstellerin                                                                           | 70    |       |
| 24. Juni | Ewald Jammers                          | deutscher Musikwissenschaftler und Bibliothekar                                                                 | 84    |       |
| 24. Juni | Johannes Kichlefeldt                   | estnischer Fußballspieler                                                                                       | 79    |       |
| 24. Juni | Emil von Rintelen                      | deutscher Diplomat und Botschafter                                                                              | 84    |       |
| 24. Juni | Alfred Stuiber                         | deutscher katholischer Kirchenhistoriker, Patrologe und Christlicher Archäologe                                 | 69    |       |
| 25. Juni | John Ormonde                           | irischer Politiker                                                                                              | 75    |       |
| 25. Juni | Waldemar von Poletika                  | deutsch-russischer Geograph und Agrarwissenschaftler                                                            | 92    |       |
| 25. Juni | Heinz Wiegmann                         | deutscher Arzt und Klinikgründer                                                                                | 66    |       |
| 26. Juni | Robert Vernon Denney                   | US-amerikanischer Jurist und Politiker                                                                          | 65    |       |
| 26. Juni | Otto Fink                              | deutscher Politiker (SPD), MdL Bayern                                                                           | 64    |       |
| 26. Juni | Max Hofmüller                          | deutscher Opernsänger (Tenor), Oberregisseur, Intendant und Generalmusikdirektor                                | 99    |       |
| 26. Juni | Emil Janik                             | deutscher Prälat                                                                                                | 74    |       |
| 26. Juni | Paul Lohmann                           | deutscher Konzert- und Oratoriensänger und Gesangspädagoge                                                      | 87    |       |
| 26. Juni | Lilly von Mallinckrodt-Schnitzler      | deutsche Mäzenin                                                                                                | 92    |       |
| 26. Juni | Manuel Maples Arce                     | mexikanischer Botschafter                                                                                       | 81    |       |
| 26. Juni | Rosl Mayr                              | deutsche Volksschauspielerin                                                                                    | 84    |       |
| 26. Juni | Don Megowan                            | US-amerikanischer Schauspieler                                                                                  | 59    |       |
| 26. Juni | Jupp Merkens                           | deutscher Radsportler und Schrittmacher                                                                         | 77    |       |
| 26. Juni | Werner Teske                           | deutscher Geheimdienstler, Hauptmann des MfS und letztes Opfer der Todesstrafe in Deutschland                   | 39    |       |
| 27. Juni | Bansi Chandragupta                     | indischer Szenenbildner und Dokumentarfilmregisseur                                                             |       |       |
| 27. Juni | Henning Koppel                         | dänischer Designer, Bildhauer und Grafiker                                                                      | 63    |       |
| 28. Juni | Edward Anseele jr.                     | belgischer Politiker und Widerstandskämpfer                                                                     | 79    |       |
| 28. Juni | Mohammad Beheschti                     | iranischer Politiker                                                                                            | 52    |       |
| 28. Juni | Lene Bertelsmann                       | deutsche Schriftstellerin                                                                                       | 78    |       |
| 28. Juni | Igor Alexander Caruso                  | österreichischer Psychologe und Psychoanalytiker russischer Herkunft                                            | 67    |       |
| 28. Juni | Erich Dinkler                          | deutscher Evangelischer Theologe und Christlicher Archäologe                                                    | 72    |       |
| 28. Juni | Ludwig Englert                         | deutscher Pädagoge, Mediziner und Medizinhistoriker                                                             | 78    |       |
| 28. Juni | Terry Fox                              | kanadischer Sportler und Krebsaktivist                                                                          | 22    |       |
| 28. Juni | Émile Ignat                            | französischer Radrennfahrer                                                                                     | 73    |       |
| 28. Juni | Floyd Johnson                          | US-amerikanischer Jazz-Saxophonist                                                                              | 59    |       |
| 28. Juni | Peter Kreuder                          | deutscher Komponist, Pianist und Dirigent                                                                       | 75    |       |
| 28. Juni | Martin Rosen                           | deutscher Schauspieler und Synchronsprecher                                                                     | 73    |       |
| 28. Juni | Heinrich Strecker                      | österreichischer Komponist                                                                                      | 88    |       |
| 29. Juni | Russell Drysdale                       | bedeutender australischer Maler und Fotograf                                                                    | 69    |       |
| 29. Juni | Reinhold Käser                         | Oberfeldarzt der Schweizer Armee                                                                                | 71    |       |
| 29. Juni | Antero Kivi                            | finnischer Diskuswerfer                                                                                         | 77    |       |
| 29. Juni | Gustav Nutzhorn                        | deutscher Heimatforscher und Lehrer sowie Politiker und SS-Polizeiführer                                        | 94    |       |
| 30. Juni | Harro Bernardelli                      | neuseeländischer Ökonom                                                                                         | 75    |       |
| 30. Juni | Otto Donner                            | deutsch-amerikanischer Staatswissenschaftler                                                                    | 79    |       |
| 30. Juni | Maria Kokoszyńska-Lutmanowa            | polnische Philosophin, Logikerin und Hochschullehrerin                                                          | 75    |       |
| 30. Juni | Eduard Marks                           | deutscher Schauspieler, Schauspiellehrer und Hörspielsprecher                                                   | 79    |       |
| 30. Juni | Alexander Nemecz                       | österreichischer Rechtsanwalt und Politiker (ÖVP), Abgeordneter zum Nationalrat                                 | 76    |       |
| 30. Juni | Bud Tingelstad                         | US-amerikanischer Autorennfahrer                                                                                | 53    |       |
| 30. Juni | Pepi Weixlgärtner                      | österreichisch-schwedische Bildhauerin und Grafikerin                                                           | 95    |       |